# Al-Wasik
Al-Wasik bi-llah, Harun Ibn Abbas (arab. هارون بن عباس الواثق بالله) (zm. 10 sierpnia 847 w Samarze) – kalif abbasydzki w latach 842-847.

## Zanim został kalifem
Nowy kalif, zrodzony z Al-Mutasima i niewolnicy bizantyjskiej („rumijskiej”) o imieniu Karatis, nie był wybitną osobistością i w dodatku panował krótko. Matka jego w 842 odbyła hadżdż z jego bratem, przyszłym kalifem Al-Mutawakkilem i w tymże roku zmarła. Pochowano ją w Al-Kufie. Nowy kalif był według historyka At-Tabariego mężczyzną średniego wzrostu, przystojnym i dobrze zbudowanym. Miał blond włosy, różową karnację i pewien defekt lewego oka. Patronował artystom i uczonym. Był utalentowany muzycznie: podobno skomponował samodzielnie blisko 100 pieśni.

## Dynastia Tahirydów
Tahirydzi nadal pozostali namiestnikami prowincji wschodnich oraz wojskowymi gubernatorami Bagdadu, wobec tego, że kalif rezydował w Samarra. Kalif uznawał dziedziczność Tahirydów: po śmierci Abd Allaha Ibn Tahira w 844 sukcesję przejął bez przeszkód jego syn, Tahir Ibn Abd Allah. Stanowisko wezyra pełnił nadal Muhammad Ibn Abd al-Malik az-Zajjat.

## Wymiana jeńców z Bizantyjczykami
W roku 844-845 doszło do wymiany jeńców z Bizantyjczykami. Według At-Tabariego wróciło wówczas do domów aż 4362 muzułmanów. Była to pierwsza tak duża wymiana jeńców od czasów kalifa Al-Amina (809-813).

## Faworyzowanie Turków
Przypisuje mu się faworyzowanie formacji wojskowej asz-szakirijja, gwardii kalifa w Samarra. Odpowiedzialność za obronę rubieży kalifatu powierzył dwóm wielkorządcom tureckim: na zachodzie Al-Asznasowi a na wschodzie Itachowi. W 844-845 i w 846-847 kalif wyprawiał jednego ze swych wodzów tureckich, Bughę al-Kabira („Bughę Starszego”), na czele ekspedycji karnych do Arabii. Turek miał karać Arabów za bezprawie na terenie kalifatu. Zbuntowały się wówczas m.in. słynne, bitne plemiona Banu Hilal i Banu Sulajm, które w przyszłości, w poszukiwaniu nowych siedzib, spustoszą kraje Maghrebu. Oprócz tego doszło do zamieszek w kilku miejscach kalifatu, z których najgroźniejsza wydarzyła się w Palestynie i Syrii. Powodem był antagonizm między miejscowymi Arabami a skoszarowanymi tam do obrony pogranicza Turkami. Za Al-Wasika doszło do niebezpiecznego precedensu w dziejach kalifatu abbasydzkiego: władca tak dalece lekceważył politykę, iż usunął się w domowe zacisze, a zawiadywanie sprawami państwa oraz kontrolę nad wojskiem i policją wraz z zaszczytnym tytułem „sułtana” (arab. as-sultan) powierzył w 845 Al-Asznasowi. W 846 doszło do włamania do skarbca kalifa w Samarra, z którego skradziono 42 tysiące dinarów; sprawców udało się jednak ująć. Owi Turcy w źródłach arabskich nie zawsze oznaczają ludy etnicznie tureckie, lecz są raczej synonimem tego, co starożytni określali mianem barbarzyńców.

## Nieudany spisek Al-Chuza’iego
Wobec faworyzowania Turków zawiązała się opozycja kierowana przez Ahmada Ibn Nasr Ibn Malik al-Chuza’iego, przedstawiciela abna ad-dawla, stronników Abbasydów o rodowodzie dłuższym niż obecni „Turcy”, z udziałem zwolenników mazhabu Ibn Hanbala. Był to więc ruch zmierzający do wyeliminowania Turków od kluczowych stanowisk w rządzie oraz zastąpienia mutazylizmu „ortodoksyjnym” sunnizmem. Spisek odkryto w porę i w kwietniu 846 Ahmad Ibn Nasr odmówiwszy uznania mutazylickiego credo został jako buntownik i bałwochwalca stracony; jego wspólników stracono lub ukarano aresztem.
Al-Wasik zmarł 10 sierpnia 847, w sile wieku, zupełnie niespodziewanie.
Postać kalifa Al-Wasika stała się inspiracją dla Williama Thomasa Beckforda do napisania powieści gotyckiej „Vathek, an Arabian Tale” (znanej również pod tytułem „The History of the Caliph Vathek”).